# 野村宣一
野村 宣一（のむら せんいち、1941年 <昭和16年> 12月3日 - 2024年 <令和6年> 1月18日）は、日本の政治家。17代・18代茨木市長。元茨木市助役。位階は正六位。旭日小綬章。

## 来歴
大阪府立東淀川高等学校から関西大学法学部に進学し、卒業後の1965年（昭和40年）4月に茨木市職員となる。
市長公室長や茨木市収入役を経て、1996年（平成8年）5月に山本末男市長の下で茨木市助役となる。
2004年（平成16年）1月に助役を退任し、山本の後継候補として4月11日投開票の茨木市長選挙に出馬、得票数30,948票（投票率35.41%）で当選し、4月18日に第17代市長に就任した。
2007年（平成19年）12月18日の茨木市議会最終日に次期市長選挙への出馬を表明し、2008年（平成20年）4月6日の告示日に無投票での再選を果たした。
茨木市長選挙での無投票当選は市制施行後初のことであったが、これは事前に民主党と自由民主党、公明党が推薦をして統一候補として擁立したことや、日本共産党が擁立を見送ったこと、また前回出馬した茨木市議会議員の桂睦子も出馬を見送ったことが大きな要因である。
2012年（平成24年）1月10日、高齢であることや健康問題を理由に、2012年4月8日投開票予定の市長選挙に出馬しないことを明らかにし、事実上の後継候補として前市議会議員の桂睦子を支援した。同年4月17日、任期満了に伴い市長を退任した。2024年1月死去。

## 栄典
- 2017年春の叙勲で旭日小綬章を受章[6]
- 死没日付をもって正六位に叙された[2]